# Марх (Брајсгау)
Марх (њем. March) општина је у њемачкој савезној држави Баден-Виртемберг. Једно је од 50 општинских средишта округа Брајсгау-Хохшварцвалд. Према процјени из 2010. у општини је живјело 8.614 становника. Посједује регионалну шифру (AGS) 8315132.

## Географски и демографски подаци
Марх се налази у савезној држави Баден-Виртемберг у округу Брајсгау-Хохшварцвалд. Општина се налази на надморској висини од 201 метра. Површина општине износи 17,8 km². У самом мјесту је, према процјени из 2010. године, живјело 8.614 становника. Просјечна густина становништва износи 484 становника/km².